# Лебеденко, Пётр Васильевич
Пётр Васильевич Лебеденко (20 марта 1916[по какому календарю?], Сарапул — 11 февраля 2003) — русский и советский писатель, прозаик, сценарист, очеркист.

## Биография
С 13 лет воспитывался в детских домах. В 1934—1936 годах служил юнгой, матросом парусно-моторной шхуны. В 1938 году по окончании 1-й Краснознаменной Батайской летной школы становится лётчиком Гражданского воздушного флота.
Участник Великой Отечественной войны. Военный лётчик, совершивший более 800 вылетов, большинство из них в тыл противника, к партизанам, в ходе боёв был ранен. Член ВКП(б) с 1942 года. С ноября 1944 года парторг эскадрильи.
После войны занялся литературным трудом. В 1957 году был принят в Союз писателей СССР. С 1974 по 1986 год Лебеденко — председатель Ростовской областной писательской организации. Несколько раз избирался членом правления СП РСФСР, членом ревизионной комиссии СП СССР.

## Творчество
Первая книга Лебеденко «Сказки Тихого Дона» издана в 1950 году в Ростове-на-Дону. В дальнейшем его книги издавались в Ростове и в Москве.
Герой его произведений — рабочие, летчики, партийные руководители — люди, воспитанный комсомолом и партией, живущие интересами своей страны. Сохраняя неизменной эту социально-психологическую основу характера героя, писатель проводит его через разные этапы истории нашей страны: 1930-е годы, Отечественную войну, послевоенный период, 1950—1960-е годы.
Написал ряд книг, посвящённых детям разных возрастов: повести «В дальнем лимане» (1954), "Шхуна «Мальва» (1964), «Клуб отважных» (1961), рассказы «Компас» (1962), сказки «Доброе сердце дороже красоты» (1959) и др.
Автор повестей, в том числе, документальных, романов, очерков, киносценариев.

## Избранная[кем?]библиография
- «Навстречу ветрам» (1958)
- «Четвёртый разворот» (1972)
- «Дважды жить не дано» (1963)
- «Льды уходят в океан» (1966, 1971).
- «Особый рейс»,
- «Повесть о разведчике»,
- «Люди, как реки…»,
- «Черные листья» (1974),
- «Красный ветер» (1980)
- «Холодный туман» (1994)
- книги очерков
  - «Человек в пути»,
  - «Ровесники»,
  - «Раздумья о мужестве»,
  - «Сэр Джексон молчит» и др.

## Экранизации
- «Льды уходят в океан» — чёрно-белый фильм-спектакль 1972 года, по одноимённому роману
- «Товарищ бригада» — двухсерийный телефильм 1973 года по роману «Льды уходят в океан»
- «Когда человек улыбнулся» — фильм 1973 года по роману «Четвёртый разворот»

## Награды
Отмечен 16-ю правительственными наградами, в том числе зарубежными, в числе которых:
- орден Ленина (1986)[2];
- орден Красного Знамени (25 октября 1942);
- орден Отечественной войны I степени (18 мая 1945);
- два ордена Отечественной войны II степени (1 июня 1944; 6 апреля 1985)[4];
- орден Трудового Красного Знамени (1976);
- орден «Знак Почёта» (1966)[2];
- серебряный «Крест Заслуги»[5] (за боевые заслуги от Польши[2]);
- медали: «За боевые заслуги» (1 ноября 1942)[4], «За оборону Кавказа» (8 ноября 1944)[6], «За победу над Германией»[4] и др.

### Литературные премии
- Премия ВЦСПС и Союза писателей СССР за лучший роман о рабочем классе («Льды уходят в океан»).
- Премия СП РСФСР (за роман «Черные листья»)[2].

## Память
- 5 мая 2004 года в Ростове-на-Дону установлена мемориальная доска на доме № 1-а по Буденновскому проспекту[7], в котором Лебеденко прожил последние годы[1].
- Имя П. В. Лебеденко носят детская библиотека № 38 в Ростове-на-Дону и библиотека № 6 в Красном Сулине[7].